# Lynetteholmen

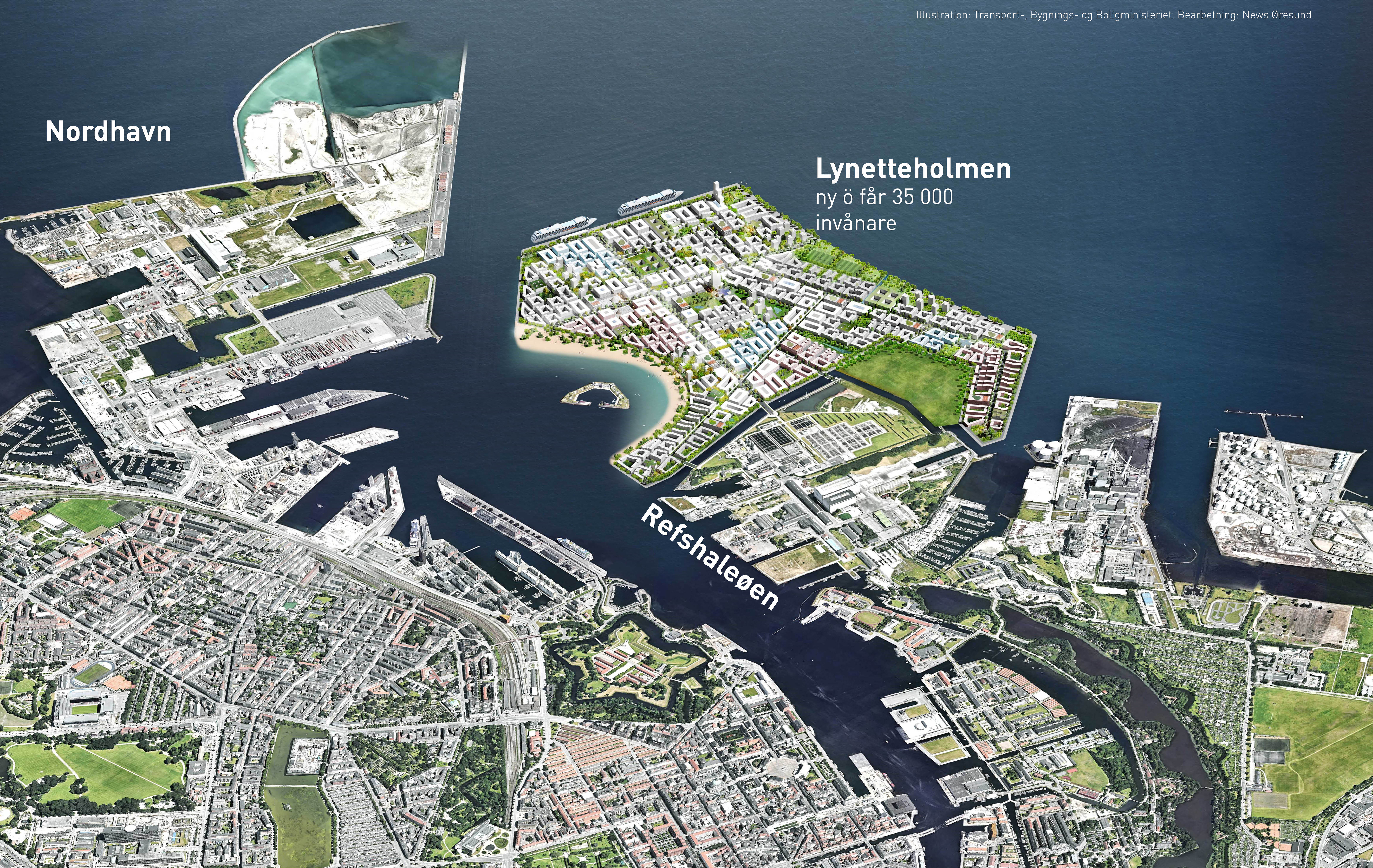
Visualisering av Lynetteholmen från 2018.

Lynetteholmen är en föreslagen ny konstgjord ö i Köpenhamn, norr om Refshaleøen. Projektet presenterades av statsminister Lars Løkke Rasmussen med flera i samband med en pressträff den 5 oktober 2018. Ön beräknas rymma bostäder för 35 000 invånare och på längre sikt lika många arbetstillfällen. Den ska dessutom hjälpa till att säkra Köpenhamn mot ett stigande vattenstånd. Holmen kommer att byggas av överskottsjord från andra projekt. Bygget är planlagt att påbörjas år 2035 och att vara helt färdigställt 2070. I samband med projektet planeras en ny linje till Köpenhamns metro.

## Metrolinje
I mars 2025 beslöt de danska myndigheterna att låta bygga en ny metrolinje med nio stationer från  Københavns Hovedbanegård till  Lynetteholmen. Den första etappen av M5, som linjen kommer att heta, beräknas vara klar år 2036. Den kommer att vara underjordisk och gå från centralstationen till Prags Boulevard på Amager. Etappen till Lynetteholmen kommer att gå ovan jord och beräknas tas i drift år 2045.